# Gilbert François Bocquet
Gilbert François Bocquet ( 1927 - 1986 ) fue un naturalista suizo, realizando expediciones botánicas a Marruecos, y a Perú.

## Algunas publicaciones
- J. D. Bersier, G. F. Bocquet. 1960. L'ovule campylotrope: les Rhoeadales
- 1978. The Ecklon & Zeyher collection at the Compton Herbarium with special reference to the species of Silene (Caryophyllaceae). 13 pp.

- La abreviatura «Bocquet» se emplea para indicar a Gilbert François Bocquet como autoridad en la descripción y clasificación científica de los vegetales.[2]